# Joe Meriweather
Joe C. Meriweather (Phenix City, Alabama, 26 de octubre de 1953 - Columbus, Georgia, 13 de octubre de 2013) fue un entrenador y jugador de baloncesto estadounidense que jugó 10 temporadas de la NBA, además de una temporada en la liga italiana y otra en la liga ACB. Con 2,08 metros de altura, lo hacía en la posición de pívot. Fue entrenador durante 12 años del equipo femenino de la Park Univerisity.

## Trayectoria deportiva

### Universidad
Jugó durante cuatro temporadas con los Salukis de la Universidad del Sur de Illinois Carbondale, en las que promedió 19,6 puntos y 12,9 rebotes por partido. Allí acabó siendo el octavo mejor anotador de la historia de la universidad, con 1.536 puntos, y el tercer mejor reboteador, con 1.005.

### Selección nacional
En 1974 fue convocado por la selección de Estados Unidos para disputar el Campeonato del Mundo que se celebró en Puerto Rico, donde acabaron en la tercera posición.

### Profesional
Fue elegido en la undécima posición del Draft de la NBA de 1975 por Houston Rockets, donde en su primera temporada promedió 10,2 puntos, 6,4 rebotes y 1,5 tapones por partido, lo que le sirvió para ser incluido en el mejor quinteto de rookies. Al año siguiente fue traspasado junto con Gus Bailey y una futura primera ronda del draft a Atlanta Hawks a cambio de Dwight Jones y otra ronda del draft. Allí jugó su mejor temporada como profesional, promediando 11,1 puntos y 8,1 rebotes.
Sin embargo no tuvo continuidad en el equipo, siendo traspasado al finalizar la temporada a New Orleans Jazz a cambio de una ronda del draft. En su primera temporada en el equipo se caracterizó por su potencial defensivo, acabando el año en la lista de los 10 mejores taponadores de la liga, con 2,2 por partido, algo que repetiría dos temporadas después. Mediada la temporada 1978-79 fue traspasado a New York Knicks a cambio de Spencer Haywood. En sus dos temporadas en el equipo neoyorquino actuó como suplente de Bill Cartwright.
En 1980 se vio envuelto en un acuerdo a tres bandas, en el cual los Knicks mandaban a Meriweather y una futura ronda del draft a Kansas City Kings, los Cavaliers enviaban a Campy Russell a Nueva York, mientras que los Kings mandaban a Bill Robinzine a los Cavs. Por fin encontró estabilidad en un equipo, ya que jugó 5 temporadas alí, casi siempre como pívot suplente. Su temporada más destacada en los Kings fue la 1982-83, en la que jugó casi toda como titular, promediando 7,9 puntos y 5,4 rebotes por partido.
Ya con 31 años decidió prolongar su carrera profesional en Europa, fichando por el Granarolo Bologna de la liga italiana, donde promedió 15,5 puntos y 8,3 rebotes por partido en su única temporada en aquella liga. Al año siguiente fue fichado por el Joventut de Badalona de la Liga ACB, donde formó pareja de americanos con Reggie Johnson. En la Penya promedió 15,7 puntos y 8,6 rebotes. Se retiraría al finalizar la temporada.

### Entrenador
En 1992 fue contratado como entrenador y general mánager del equipo femenino profesional de las Kansas City Mustangs, donde permaneció hasta 1995. En 1998 se hizo cargo del equipo femenino de la Park University, puesto que ocupó doce años.

## Estadísticas de su carrera en la NBA

### Temporada regular
| Temp.   | Edad | Equipo            | Liga | P   | TIT | MIN  | TC  | TCA | %TC  | 3P  | 3PA | %3P  | TL  | TLA | %TL  | R.OF. | R.DEF. | REB | ASIS | ROB | TAP | PER | FP  | PTS  |
| 1975-76 | 22   | Houston Rockets   | NBA  | 81  |     | 25.2 | 4.2 | 8.4 | .494 |     |     |      | 1.9 | 3.0 | .644 | 2.0   | 4.4    | 6.4 | 1.0  | 0.4 | 1.5 |     | 2.7 | 10.2 |
| 1976-77 | 23   | Atlanta Hawks     | NBA  | 74  |     | 27.9 | 4.3 | 8.2 | .526 |     |     |      | 2.5 | 3.4 | .714 | 2.9   | 5.1    | 8.1 | 1.1  | 0.6 | 1.1 |     | 4.4 | 11.1 |
| 1977-78 | 24   | New Orleans Jazz  | NBA  | 54  |     | 23.6 | 3.6 | 7.6 | .472 |     |     |      | 1.6 | 2.5 | .654 | 2.5   | 4.4    | 6.9 | 1.1  | 0.3 | 2.2 | 1.7 | 3.5 | 8.8  |
| 1978-79 | 25   | TOTAL             | NBA  | 77  |     | 22.0 | 3.1 | 6.5 | .484 |     |     |      | 1.6 | 2.4 | .674 | 1.9   | 3.5    | 5.3 | 1.0  | 0.5 | 1.2 | 1.7 | 3.7 | 7.9  |
| 1978-79 | 25   | New Orleans Jazz  | NBA  | 36  |     | 17.8 | 2.3 | 5.2 | .449 |     |     |      | 1.4 | 2.2 | .654 | 1.7   | 3.4    | 5.1 | 0.9  | 0.5 | 1.1 | 1.3 | 2.9 | 6.1  |
| 1978-79 | 25   | New York Knicks   | NBA  | 41  |     | 25.7 | 3.9 | 7.6 | .505 |     |     |      | 1.8 | 2.7 | .688 | 2.0   | 3.5    | 5.5 | 1.2  | 0.6 | 1.3 | 2.1 | 4.3 | 9.5  |
| 1979-80 | 26   | New York Knicks   | NBA  | 65  |     | 24.1 | 3.9 | 7.3 | .528 | 0.0 | 0.0 | .000 | 1.2 | 1.9 | .645 | 1.9   | 3.5    | 5.4 | 1.0  | 0.6 | 1.8 | 1.7 | 3.7 | 9.0  |
| 1980-81 | 27   | Kansas City Kings | NBA  | 74  |     | 20.5 | 2.8 | 5.6 | .496 | 0.0 | 0.0 |      | 2.0 | 2.9 | .695 | 1.7   | 3.6    | 5.3 | 1.0  | 0.4 | 1.1 | 1.7 | 3.0 | 7.6  |
| 1981-82 | 28   | Kansas City Kings | NBA  | 18  | 10  | 21.1 | 2.6 | 5.1 | .516 | 0.0 | 0.0 |      | 1.7 | 2.2 | .775 | 1.4   | 3.5    | 4.9 | 0.9  | 0.7 | 1.2 | 1.4 | 3.8 | 6.9  |
| 1982-83 | 29   | Kansas City Kings | NBA  | 78  | 74  | 21.9 | 3.3 | 5.8 | .570 | 0.0 | 0.0 |      | 1.3 | 2.1 | .626 | 1.9   | 3.5    | 5.4 | 0.8  | 0.6 | 1.1 | 1.5 | 3.7 | 7.9  |
| 1983-84 | 30   | Kansas City Kings | NBA  | 73  | 31  | 20.6 | 2.6 | 5.0 | .532 | 0.0 | 0.0 |      | 1.3 | 1.7 | .764 | 1.5   | 3.3    | 4.8 | 0.7  | 0.5 | 0.8 | 1.1 | 3.4 | 6.6  |
| 1984-85 | 31   | Kansas City Kings | NBA  | 76  | 4   | 14.0 | 1.6 | 3.2 | .498 | 0.0 | 0.0 | .500 | 1.3 | 1.6 | .774 | 1.2   | 2.2    | 3.5 | 0.4  | 0.2 | 0.4 | 0.7 | 2.4 | 4.5  |
| Total   |      |                   | NBA  | 670 | 119 | 22.1 | 3.2 | 6.3 | .511 | 0.0 | 0.0 | .333 | 1.6 | 2.4 | .687 | 1.9   | 3.7    | 5.6 | 0.9  | 0.5 | 1.2 | 1.4 | 3.4 | 8.1  |

### Playoffs
| Temp.   | Edad | Equipo            | Liga | P  | MIN | TCA | TC | 3PA | 3P | TLA | TL | R.OF. | REB | ASIS | ROB | TAP | PER | FP | PTS | %TC  | %3P | %FT  | MIN  | PTS | REB | AST |
| 1980-81 | 27   | Kansas City Kings | NBA  | 10 | 199 | 24  | 49 | 0   | 0  | 8   | 14 | 12    | 31  | 5    | 5   | 7   | 9   | 31 | 56  | .490 |     | .571 | 19.9 | 5.6 | 3.1 | 0.5 |
| Total   |      |                   | NBA  | 10 | 199 | 24  | 49 | 0   | 0  | 8   | 14 | 12    | 31  | 5    | 5   | 7   | 9   | 31 | 56  | .490 |     | .571 | 19.9 | 5.6 | 3.1 | 0.5 |